# Mario Pieri (letterato)
Mario Pieri (Corfù, 24 febbraio 1776 – Firenze, 20 maggio 1852) è stato un letterato italiano.

## Biografia
Dalla originaria Corfù, o Corcira, come si compiaceva dottamente di chiamarla, Mario Pieri fu per la prima volta in Italia nel 1796, prima di stabilirvisi definitivamente dal 1804.
Visse alcuni anni a Padova, dove, frequentando l'Università, entrò in contatto con quella che sarà la sua figura di riferimento, Melchiorre Cesarotti, da lui chiamato “gran padre”. Con Cesarotti stabilì uno stretto rapporto: ne registrò le lezioni trascrivendole sul suo Diario o Giornale, annotandovi i momenti salienti delle conversazioni letterarie che intratteneva col “maestro”.
Nel 1808 si trasferì a Treviso, nel cui liceo aveva ottenuto la cattedra di Belle Lettere e di Storia, ma si sottrasse spesso al poco gradito soggiorno con viaggi a Padova, Venezia, Verona, Milano, ma anche a Firenze, Pisa, Livorno, Napoli, Torino, Roma. Questi viaggi gli permisero i contatti con la società più in vista, la frequenza dei salotti letterari e la conoscenza degli esponenti della cultura.
Numerosi i letterati con cui ebbe rapporti: Ugo Foscolo, Vincenzo Monti, Ippolito Pindemonte, Giacomo Leopardi, Alessandro Manzoni, Benedetto del Bene, Antonio Cesari, Gian Stefano Carli, Antonio Canova, Raffaello Morghen, Bertel Thorvaldsen, Niccolò Tommaseo, Giambattista Niccolini e Jacopo Antonio Vianelli.
Nell'ottobre 1815 Pieri ottenne temporaneamente dal governo asburgico la cattedra di Storia Universale dell'Università di Padova. Nell'agosto 1823 si trasferì a Firenze, dove iniziò a frequentare soprattutto Niccolini, Vieusseux, Capponi, le case Certellini e Rosellini e la conversazione di Carlotta de' Medici Lenzoni.
A Firenze collaborava all'"Antologia" di Vieusseux, e continuò a dedicarsi intensamente ai suoi studi. Nel 1824 gli fu offerta la cattedra di Letteratura italiana nella Università appena costituita a Corfù, ma Pieri decise di rinunciarvi per trascorrere tutto il resto della sua vita a Firenze, dove morirà il 20 maggio 1852.

### Autobiografia
Nel 1838 iniziò a scrivere il primo libro della sua Vita, intitolato I miei primi venzett'anni per riallacciarsi alle Memorie del  suo Giornale o Diario, che cominciavano infatti soltanto dal giugno  1804. In seguito, ormai avanti con gli anni, compose gli altri cinque  libri della sua Vita che costituirono così la sua autobiografia  completa (destinata alla pubblicazione), in forma  più breve e succinta  rispetto alle Memorie manoscritte. Negli ultimi anni di vita si dedicò  alla pubblicazione delle sue Opere coi tipi di Le Monnier (1850-51), da lui  definite il suo “testamento letterario”.
Egli fu testimone colto e  curioso della cultura della sua epoca, riflessa in scrittori ed opere,  dal Foscolo al Manzoni Nelle sue Memorie autografe (di cui solo recentemente si sono pubblicati integralmente i primi due volumi) è riportata quasi quotidianamente la cronaca  dettagliata di eventi artistici e teatrali, delle serate nei salotti  letterari, dei suoi incontri con i principali letterati ed  intellettuali, delle sue visite alle gallerie d'arte. Una miniera di  notizie di prima mano sull'Italia e l'Europa neoclassica e romantica da  parte di uno dei principali esponenti della corrente classicistica.

## Opere
- Per le imprese di Napoleone I. Ristauratore del Regno d'Italia (1806)
- Tributo all'amicizia, con vari componimenti in verso di Mario Pieri corcirese (1806)
- Della originalità nelle scritture e dei Premii: Discorsi due di Mario Pieri Corcirese (1810)
- Dei Viaggi. Discorso recitato il 26 luglio 1812 nella solenne distribuzione de' premj da Mario Pieri (1812)
- Operette varie in prosa (1821)
- Compendio della Storia del Risorgimento della Grecia dal 1740 al 1824 compilato da M. P. C. (1825)
- Poesie di Mario Pieri corcirese con un estratto dell'Arte poetica di Francesco M. Zanotti  , Firenze, Tipografia all'insegna di Dante, 1828 (Poesie di Mario Pieri, vol. I)
- Elegie di Properzio recate in terza rima da Mario Pieri corcirese, Firenze, Tipografia all'insegna di Dante, 1828 (Poesie di Mario Pieri, vol. II)
- Dell'amore della campagna. Lettera di Mario Pieri Corcirese all'amico suo Cosimo Buonarroti fiorentino (1829)
- Opere di Mario Pieri corcirese (1850 - 1851)
- Memorie (2003) [2]

### Contributi per altri autori
- Versi, 4 ottobre 1804 (1810) (ne Il Codice di Arquà)
- Per una festa accademica, celebrata in occasione che fu trasportato il busto di Melchiorre Cesarotti nella sala dell'Accademia di Scienze  Lettere e Arti di Padova. Canzone a Giuseppe Barbieri (1821) (in Componimenti di vari autori, pubblicati per le nozze Comello-Papadopoli)
- Intorno alla vita ed agli scritti di Ippolito Pindemonte (1829) (in Antologia)